# Сергеј Белов
Сергеј Александрович Белов (рус. Сергей Александрович Белов; Нашћјоково, Томска област, 23. јануар 1944 — Перм, 3. октобар 2013) био је совјетски и руски кошаркаш и кошаркашки тренер. У својој каријери је са репрезентацијом Совјетског Савеза освојио 2 златне медаље на Олимпијским играма 4 светска првенства 7 европска првенстваи 14 пута Евролигу. Први је Европљанин који је ушао у Кошаркашку кућу славних 11. маја 1992. године. Године 1991, Белова је FIBA прогласила за најбољег FIBA играча свих времена.
Године 1968, он је постао заслужни мајстор спорта СССР-а. Он је исто тако постао је почасни тренер Русије 1995. године и био председник Руске кошаркашке федерације (1993–98).

## Младост
Сергеј Александрович Белов је рођен у селу Нашћјокову, Шегарски округ, Томска област, Совјетски Савез.

## Каријера
Са двадесет година Белов је дебитовао у Лиги СССР-а, са тимом Уралмаш Свердловск, где је играо од 1964. до 1967. Потом је дванаест година играо за ЦСКА Москва. Са ЦСКА је једанаест пута освојио Лигу СССР (1969, 1970, 1971, 1972, 1973, 1974, 1976, 1977, 1978, 1979, 1980), Куп СССР два пута (1972, 1972.), два пута Евролигу, 1969. и 1971. године.
Као члан сениорске Кошаркашке репрезентације Совјетског Савеза, Белов им је током скоро четрнаест година (1967–1980) помогао да освоје златну медаљу на Летњим олимпијским играма 1972. и три бронзане медаље 1968, 1976. и 1980. Такође је помогао да постану шампиони ФИБА Светског купа 1967. и 1974. и шампиони Евробаскета 1967, 1969, 1971, и 1979. Победили су и на Летњој Универзијади 1970. године.
У игри за златну медаљу на Летњим олимпијским играма 1972. Белов је постигао 20 поена против Кошаркашке репрезентације Сједињених Држава, пошто је Совјетски Савез контроверзно победио САД, резултатом 51–50, и освојио злато.

## Каснији живот
Белов је био главни тренер московског ЦСКА, са којим је освојио првенство Лиге СССР 1982. и 1990. године. Он је био и главни тренер Урал Грејт Перма. Са тим клубом освојио је титулу шампиона Русије 2001. и 2002. године, Куп Русије 2004. и шампионат Северноевропске лиге 2001. године.
Као тренер сениорске мушке Кошаркашке репрезентације Русије, освојио је сребрне медаље на Светском првенству 1994. и Светском првенству 1998. и бронзану на Евробаскету 1997. Он је био и селектор Русије на Евробаскету 1995. и Евробаскету 1999.

### Функционер
Године 2007, Сергеј Белов је постао један од оснивача Студентске кошаркашке асоцијације. У њој је преузео функцију спортског директора и остао је на тој функцији до своје смрти. Под вођством Сергеја Белова, АСБ је постала највећа студентска спортска лига у Европи.

### Смрт
Преминуо је у 70. години живота, 3. октобра 2013. године у Перму. Опроштај је одржан 6. октобра у УСЦ ЦСКА. Сахрањен је на Ваганковском гробљу (парцела бр. 14, у централној алеји), поред гроба кошаркашког тренера Александра Гомелског.

## Наслеђе
Астероид 296638 Сергејбелов, који је открио Тимур Крјачко 2009. године, назван је у његову част. Званични назив је објавио Центар за мале планете 16. марта 2014. (M.P.C. 87546).